# Echinus melo

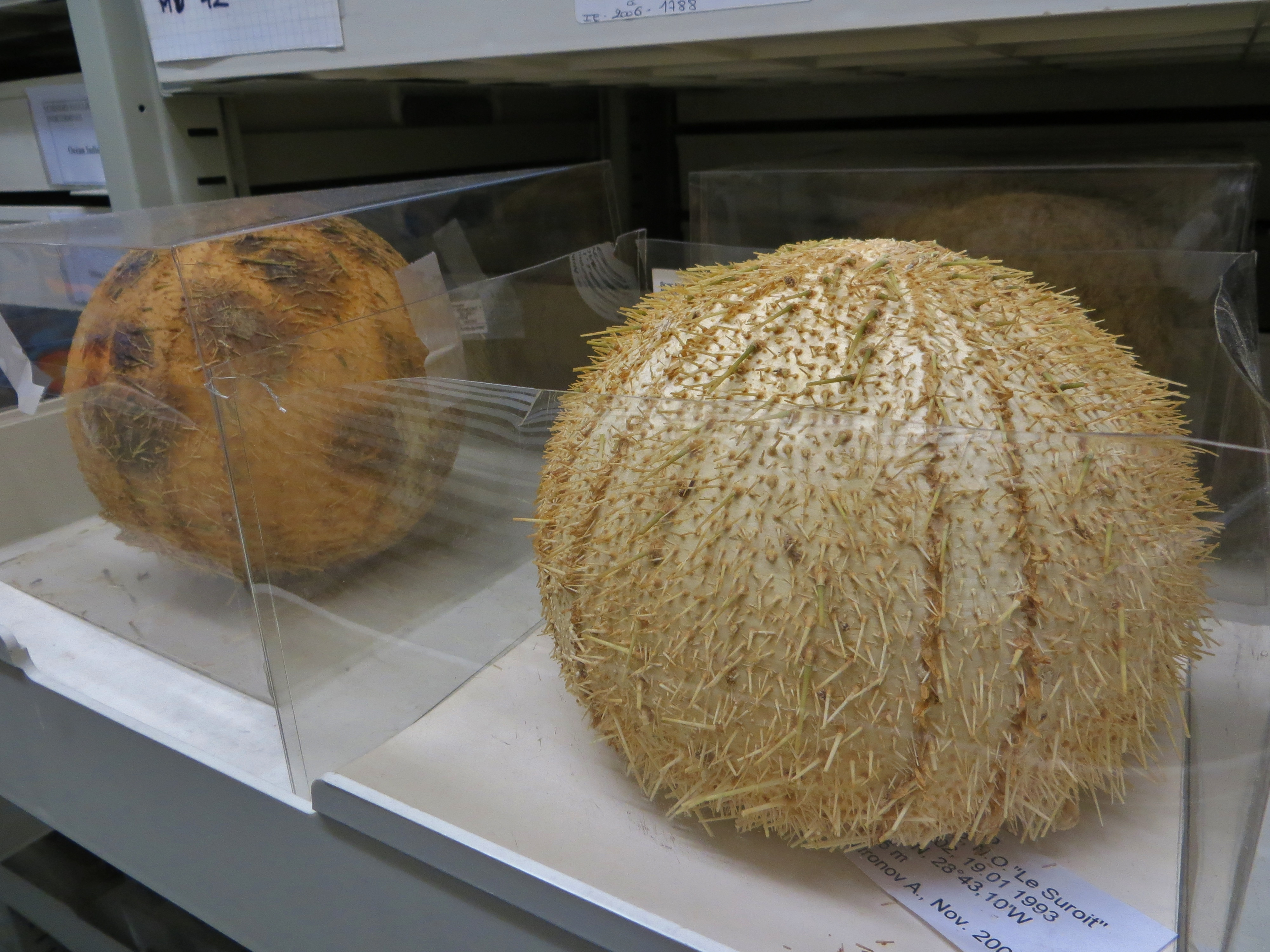
Exemplares no Museu Nacional de História Natural de Paris: a semelhança com um melão é evidente.

Echinus melo Lamarck, 1816  é uma espécie de ouriço-do-mar pertencente à família Echinidae.

## Descrição
Echinus melo é uma espécie de ouriço-do-mar que atinge grandes dimensões, podendo crescer até aos 17 cm de diâmetro. Tem uma forma quase esférica, com colorações predominantemente rosadas ou amareladas. Apresenta escassos espinhos principais, com coloração esverdeadas e com a ponta pálida. Os espinhos secundários são formados de espinhos mais escuros, curtos e grossos.
Tem distribuição natural no Mar Mediterrâneo e no leste do Oceano Atlântico, ocorrendo nos Açores, no Golfo da Biscaia e mais raramente na Irlanda e Cornualha.
A espécie tem uma dieta predominantemente herbívora, composta sobretudo de algas, mas esporadicamente ingere também pequenos invertebrados aquáticos.
Reproduz-se em Março e Abril.